# Eric Williams Medical Complex
Eric Williams Medical Complex es una localidad de Trinidad y Tobago, que forma parte de la región de Tunapuna-Piarco.

## Toponimia
La localidad también es conocida por el nombre de Eric Williams Medical Sciences Complex.

## Geografía
La localidad abarca parte de la isla Trinidad y limita al norte con Champ Fleurs, al sur con Valsayn, al este con St. Joseph y Curepe y al oeste con Mt. Lambert (localidad perteneciente a la región de San Juan-Laventille).

## Demografía
Datos demográficos de la localidad de Eric Williams Medical Complex:
| Gráfica de evolución demográfica de Eric Williams Medical Complex entre 2000 y 2011 |
|                                                                                     |